# Cinnamon

Una interfaz gráfica de usuario debe ser diseñada conforme a las características del periférico. GNOME Shell está principalmente dirigido a usarse con teclado y un dispositivo apuntador, como por ejemplo un Ratón; el uso con Touchscreen es posible también. En contraste con KDE Plasma Workspaces, sólo hay una interfaz.

Cinnamon es un entorno de escritorio para los sistemas operativos basados en GNU/Linux, desarrollado inicialmente por el proyecto Linux Mint como una bifurcación de GNOME Shell. Intenta ofrecer un entorno de escritorio más tradicional basado en la metáfora de escritorio, como GNOME 2. 
Cinnamon usa Muffin, una bifurcación del gestor de ventanas de GNOME 3 Mutter, como su gestor de ventanas desde la versión 1.2.

## Historia
Al principio, el equipo de desarrollo de Linux Mint no estaba seguro sobre el futuro de su distribución, después del lanzamiento de GNOME 3. Su nueva interfaz, GNOME Shell, no satisfacía los objetivos de diseño que el equipo tenía en mente para Linux Mint, pero no había opciones disponibles. Linux Mint 11 «Katya» se lanzó con la última versión de GNOME 2, pero estaba claro que se necesitaba una solución más satisfactoria, pues GNOME 2 ya no estaba en desarrollo. 
Por consiguiente, el equipo se propuso mejorar GNOME Shell de tal forma que se adaptara a Linux Mint, dando como resultado a las «Extensiones Mint para GNOME Shell» (en inglés: Mint GNOME Shell Extensions, MGSE).
Entretanto, el equipo de desarrollo decidió incorporar el entorno de escritorio MATE, que se bifurcó desde GNOME 2, a Linux Mint 12 «Lisa» junto a MGSE, para darle a los usuarios la posibilidad de usar el escritorio tradicional de GNOME 2 o las MGSE. 
Debido a que no dio el resultado esperado y en la dirección hacia la que GNOME 3 se dirigía, estaba claro que MGSE no era viable a largo plazo.  En respuesta, se creó el proyecto Cinnamon para darle a los desarrolladores mejor control al proceso de desarrollo e implementar su propia visión de la interfaz GNOME para uso de las futuras versiones de Linux Mint.  
El proyecto se anunció públicamente el 2 de enero de 2012 en el blog de Linux Mint.

## Características
Cinnamon proporciona las siguientes características:
- Efectos de escritorio, incluyendo animaciones y efectos de transición.
- Un panel móvil con menú principal, lanzadores, una lista de ventanas y la bandeja de sistema.
- Varias extensiones importadas desde GNOME 3.
- Applets en el panel.
- Actividades con función similar a la de GNOME Shell.
- Editor de opciones para fácil personalización. Permite modificar:
  - El panel.
  - El calendario.
  - Temas.
  - Efectos de escritorio.
  - Applets.
  - Extensiones.
- Una sesión de Wayland (Experimental, únicamente en Linux Mint)

Hay un kit de programas que trae Cinnamon, unas que son reemplazadas o se mantienen de las herramientas de GNOME 2/3:
| Programa                      | Programa                      | Función                                                       | Reemplaza a:                                                 |
| Icono                         | Nombre                        | Función                                                       | Reemplaza a:                                                 |
| ----------------------------- | ----------------------------- | ------------------------------------------------------------- | ------------------------------------------------------------ |
| Nemo                          | Nemo                          | Admin. de archivos (avanzado, gestor de arranque de Cinnamon) | GNOME Nautilus                                               |
|                               | GNOME Brasero                 | Quemador/Grabador de CD's o DVD's.                            | Sin reemplazos (Probablemente versiones antiguas o estables) |
|                               | Ojo de GNOME (Eye of GNOME)   | Visor de Imágenes                                             | Sin reemplazos (Probablemente versiones antiguas o estables) |
|                               | Totem                         | Reproductor de videos                                         | Sin reemplazos (Probablemente versiones antiguas o estables) |
|                               | Rhythmbox                     | Reproductor de música                                         | Sin reemplazos (Probablemente versiones antiguas o estables) |
|                               | Evince                        | Visor de documentos                                           | Sin reemplazos (Probablemente versiones antiguas o estables) |
|                               | GNOME Software                | Gestor de software                                            | Sin reemplazos (Probablemente versiones antiguas o estables) |
|                               | GNOME Cheese                  | Cámara clásica, un poco avanzada.                             | Sin reemplazos (Probablemente versiones antiguas o estables) |
|                               | GNOME Sound Recorder          | Grabadora de Sonido                                           | Sin reemplazos (Probablemente versiones antiguas o estables) |
| GNOME Terminal                | GNOME Terminal                | Emulador de Terminal                                          | Sin reemplazos (Probablemente versiones antiguas o estables) |
|                               | GNOME Discos                  | Gestor de unidades de almacenamiento.                         | Sin reemplazos (Probablemente versiones antiguas o estables) |
|                               | GNOME File Roller             | Gestor de archivadores                                        | Sin reemplazos (Probablemente versiones antiguas o estables) |
|                               | Captura de Pantalla de GNOME  | Capturador de pantalla                                        | Sin reemplazos (Probablemente versiones antiguas o estables) |
| Centro de Control de Cinnamon | Centro de Control de Cinnamon | Gestor de Preferencias                                        | Centro de Control de GNOME                                   |
| Extensiones de Cinnamon       | Extensiones de Cinnamon       | Gestor de Extensiones                                         | Extensiones de GNOME                                         |

## Galería

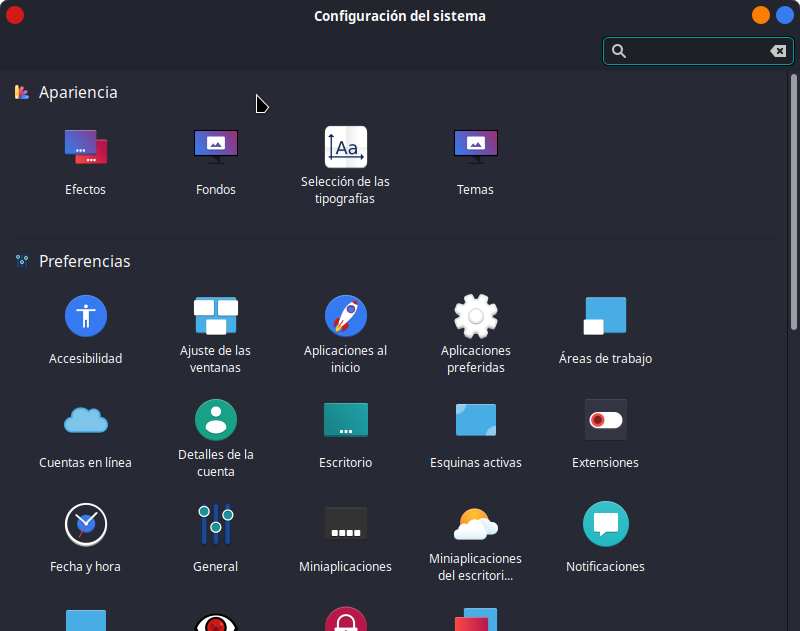
Centro de control de Cinnamon.
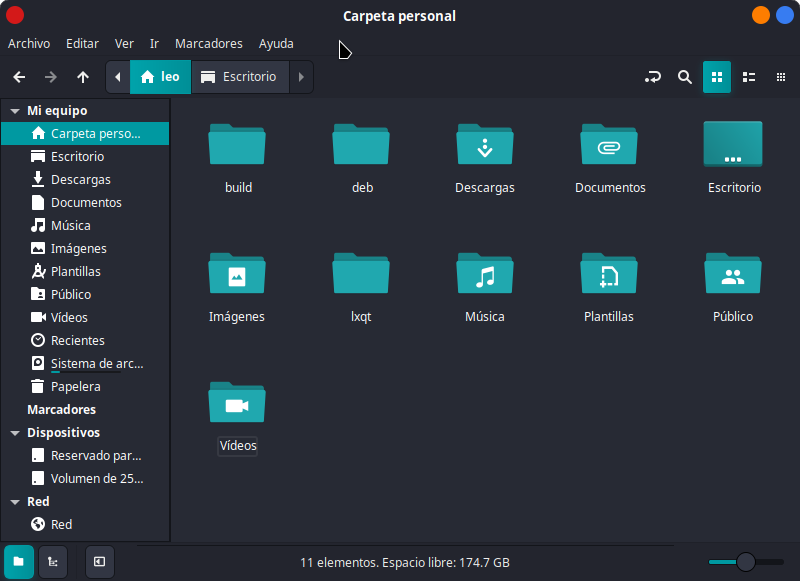
Nemo 5.6.4, Gestor de Archivos de Cinnamon.
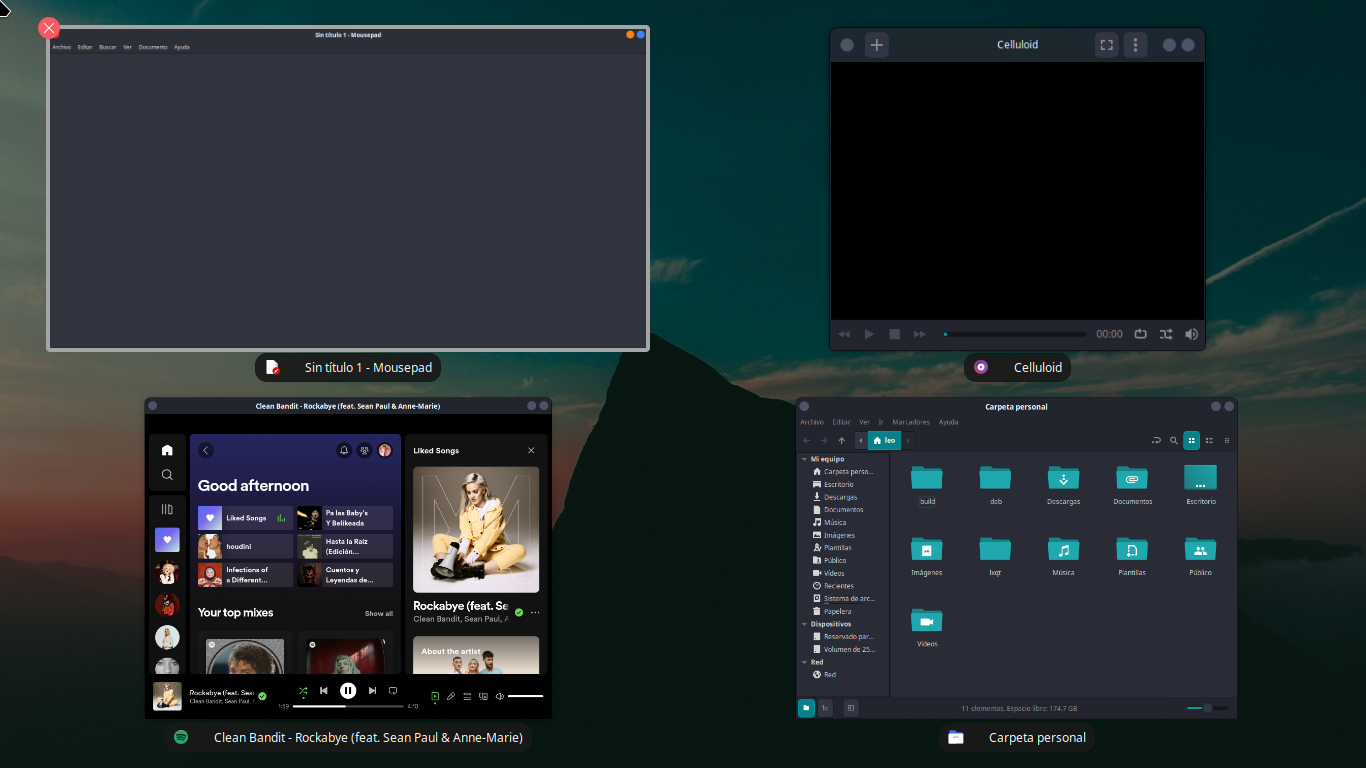
Esquinas Activas en Cinnamon.
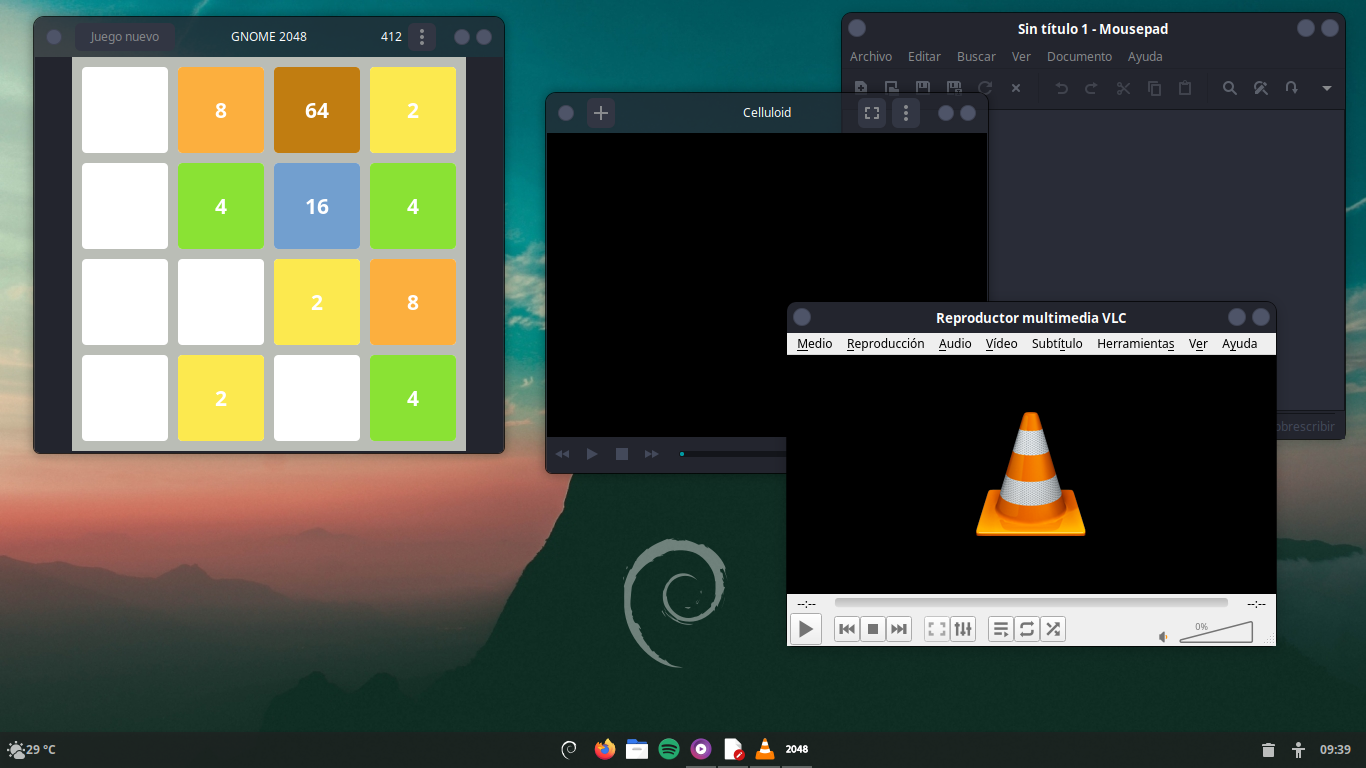
Captura de Cinnamon 5.6.8 en una pantalla secundaria.

## Disponibilidad
Cinnamon está disponible en los repositorios de Linux Mint. También está disponible para Debian, Ubuntu, Fedora, OpenSUSE, Arch Linux, Manjaro, Mageia, ArcoLinux, Gentoo, Feren OS, Condres OS y Void Linux.

## Recepción
Desde su lanzamiento, Cinnamon ha tenido una buena recepción. Es percibido por la comunidad como más flexible que GNOME Shell, a la vez que ofrece opciones más avanzadas.